# Przygody Oktiabryny
Przygody Oktiabryny (ros. Похождения Октябрины, Pochożdienija Oktiabriny) – radziecki czarno-biały film niemy z 1924 roku w reżyserii Grigorija Kozincewa i Leonida Trauberga. Pierwszy film awangardowej grupy FEKS-ów. Ekscentryczna komedia, której celem była propaganda radzieckiego filmu i handlu. Tytułowa Oktiabryna ("Październikówka") to postać personifikująca rewolucję. Film nie zachował się do naszych czasów. Uważa się, że został zniszczony w pożarze studia w 1925 roku.

## Fabuła
Film ukazuje przygody symbolicznej Październikówki, która spotyka przedstawiciela międzynarodowego kapitału – pana Kulidża Kerzonowa Poincaré.

## Obsada
- Zinaida Tarachowska jako Oktiabryna (Październikówka)
- Siergiej Martinson jako Coolidge Curzon Poincare (Kulidż Kerzonowicz Poincaré)
- Jewgienij Kumiejko jako NEP-owiec
- Antonio Ceriep